# Dacrycarpus steupii
Dacrycarpus steupii är en barrträdart som först beskrevs av Jacob Wasscher, och fick sitt nu gällande namn av De Laub.. Dacrycarpus steupii ingår i släktet Dacrycarpus, och familjen Podocarpaceae. IUCN kategoriserar arten globalt som nära hotad. Inga underarter finns listade i Catalogue of Life.